# Bernardus Johannes Hogenboom

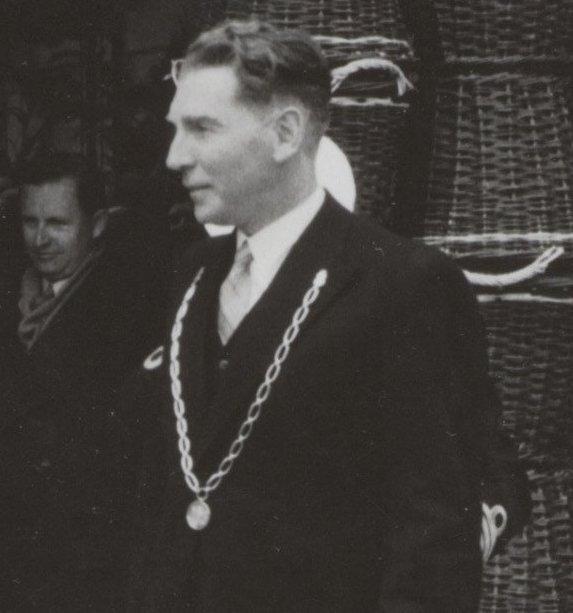
Burgemeester B.J. Hogenboom (1954)

Bernardus Johannes Hogenboom (Ter Aar, 30 november 1906 – Leiden, 20 december 2005) was een Nederlands burgemeester.
Hij werd geboren als zoon van Johannes Hogenboom (1865-1939), gemeentesecretaris van Ter Aar, en Theodora van der Hoorn (1864-1930). Hij was 16 jaar toen hij als volontair ging werken bij de gemeentesecretarie van Ter Aar. Vanaf 1928 was hij daar ambtenaar ter secretarie en in 1931 volgde hij zijn vader op als gemeentesecretaris. In 1935 werd Hogenboom daarnaast burgemeester van Ter Aar. Vanaf 1960 was hij bovendien waarnemend burgemeester van  Zevenhoven. In december 1971 ging Hogenboom met pensioen en eind 2005 overleed hij op 99-jarige leeftijd.